# Творимые легенды и апокрифы
«Творимые легенды и апокрифы» — фантастический рассказ известного русского советского писателя-фантаста Александра Беляева. Опубликован в 1929 году, входит в цикл «Изобретения профессора Вагнера».

## История
В декабре 1928 году Беляев уехал с семьёй в Ленинград, где живёт в квартире по соседству с комнатой Бориса Житкова. Здесь он написал «Продавец воздуха», «Властелин мира». Здесь же Беляев пишет многие рассказы о жизни профессора Вагнера из цикла «Изобретения профессора Вагнера», написанные с большим юмором. В произведение «Творимые легенды и апокрифы» вошли короткие рассказы-главы «Человек, который не спит», «Случай с лошадью», «О блохах», «Человек-термо». Оно впервые было опубликовано в журнале «Всемирный следопыт» (1929, № 4). Первый сюжет назван как и отдельный рассказ «Человек, который не спит».

## Сюжет

### Человек, который не спит
Повествование ведётся от первого лица. Рассказчик кратко сообщает о знаменитом профессоре 1-го Московского университета по кафедре биологии Иване Степановиче Вагнере. В качестве доказательства его широкой известности он приводит пример нескольких забавных легенд и апокрифов, которые молва якобы приписывает Вагнеру.

### Случай с лошадью
На скачках 1926 года в Ипсоне Викинг, фаворит скачек, показывает симптомы необычного нарушения: он способен двигаться только по прямой. Никто не мог понять причину, однако, профессор Вагнер, узнав о происшествии, будучи в командировке в Оксфорде, сказал, что лошади надо вскрыть череп и всё прояснится, очевидно, сразу поняв, чем может быть вызвана странная «болезнь прямолинейности». …Сам Вагнер заявил, что ничего подобного с ним не происходило.

### О блохах
Будучи в Париже, Вагнер заинтересовался блошиным цирком и решил вырастить блох в человеческий рост, используя вытяжки из каких-то желез и витаминами «ижица». Одна из блох вырвалась в город и стала пить кровь из парижан. Её прыгучесть не позволяла поймать кровопийцу. Разгорелся скандал, но Вагнер придумал специальные ботинки с пружинами, с помощью которых смельчаки сумели загнать блоху и уничтожить. Вагнер был награждён президентом Франции Орденом Почётного легиона… И в этом случае Вагнер заявил, что это выдумка.

### Человек-термо
Повествование ведётся от лица радиста метеорологической станции на Новой Земле Ильи Ильича Рубцова. Профессор Вагнер, будучи на Новой Земле, разработал способ нагревать человеческое тело путём направленных коротких волн. Рассказчик описывает события, произошедшие с ним после того, как Вагнер предложил ему эксперимент по отоплению тела.